# Lydien
Lydien var i antikken et mægtigt kongerige i det vestlige Lilleasien omkring hovedstaden Sardes. Dets storhedsstid var 7. århundrede f.Kr.-6. århundrede f.Kr.
Det sidste dynasti af konger, Mermnaderne, udvidede riget mod øst til floden Halys og kom i strid med Medien og derefter Persien. 546 f.Kr. erobrede den persiske konge Kyros den Store Lydien, der siden delte skæbne med det øvrige Lilleasien.
Lydien var det første land, der prægede mønter af ædelmetal. Møntprægningen startede omkring 630 f.Kr. Lydiens rigdom var berømt.